# C. Bechstein
C. Bechstein Pianoforte AG (також відомий як Bechstein, нім. вимова: [ˈbɛçʃtaɪ̯n]) — німецький виробник фортепіано, заснований у 1853 році Карлом Бехштейном.

## Історія

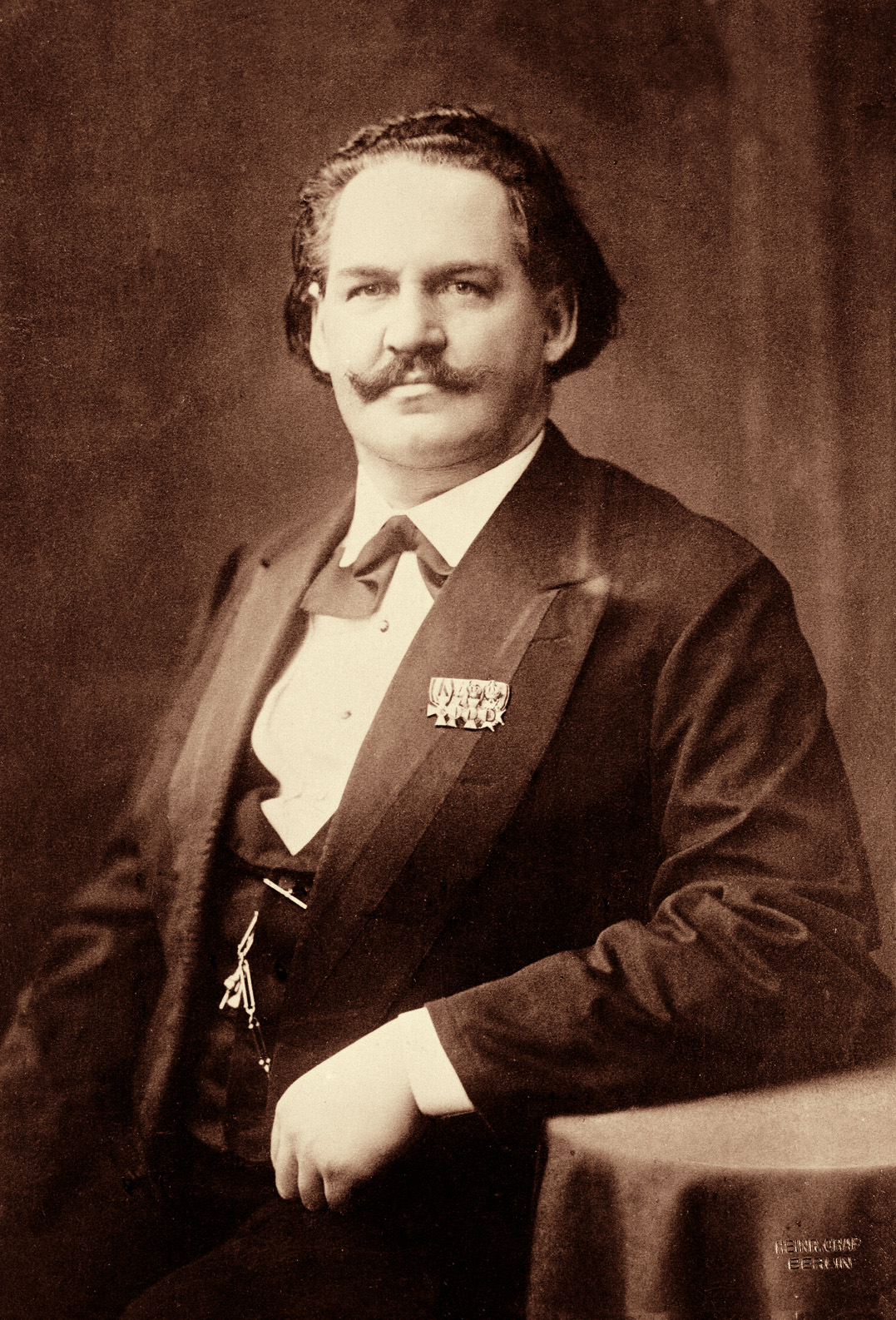
Карл Бехштайн

### До Бехштейна
Молодий Карл Бехштайн навчався і працював у Франції та Англії як майстер фортепіано до того. Перші його фортепіано були зроблені для інших компаній.

### C. Bechstein
Компанія C. Bechstein була заснована 1 жовтня 1853 року Карлом Бехштейном у Берліні, Німеччина.
Карл Бехштайн мав намір створити фортепіано, здатне виконати вимоги, що пред'являлися до інструменту віртуозами того часу, такими як Франц Ліст. У 1857 р. Ганс фон Бюлов (зять Ліста) дав перший публічний концерт на роялі Бехштейна, виконавши в Берліні фортепіанну сонату Ліста Сі-мінор.
До 1870 року завдяки підтримці Франца Ліста та Ганса фон Бюлова, роялі Бехштейна стало з'явились у багатьох концертних залах та приватних особняках. На той час троє виробників фортепіано, усі засновані в 1853 році, стали лідерами галузі у всьому світі: Bechstein, Blüthner та Steinway & Sons.
У 1881 році Бехштейн розпочав постачання фортепіано королеві Вікторії. Позолочений арт-футляр було доставлено до Букінгемського палацу Ще кілька фортепіано Бехштейна потрапили до Віндзорського замку та інших королівських резиденцій. Кілька британських посольств у всьому світі придбали фортепіано Бехштейн.
У 1885 році Бехштайн відкрив філію в Лондоні, яка з часом перетворилася на найбільший виставковий зал та дилерський центр у Європі. До 1890 року виставкові зали відкрилися в Парижі, Відні та Санкт-Петербурзі. 31 травня 1901 р. було поруч із лондонським салоном компанії на вулиці Вігмор збудовано Бехштайн-Холл вартістю 100 000 фунтів стерлінгів. У період з 1901 по 1914 рік К. Бехштайн був найбільшим фортепіанним дилером у Лондоні. У той час Бехштейну протегували російські царі, королівські сім'ї Іспанії, Бельгії, Нідерландів, Італії, Швеції, Норвегії, Австрії та Данії та інші царські особи та аристократія. Список королівських клієнтів Бехштейна можна знайти на деці старовинних фортепіано Бехштейну, виготовлених до Другої світової війни.

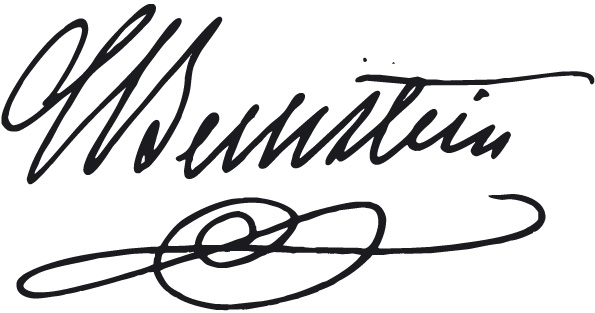
Підпис Карла Бехштейна

Роки з 1870-х по 1914 рік принесли компанії Bechstein найдраматичніший ріст продажів. У 1880 році в Берліні була відкрита друга фабрика Бехштейна а третя фабрика була відкрита в 1897 році в Берліні-Кройцберзі. У 1900 році виробництво щорічно сягало 3700 інструментів, а в 1910 році — 4600, що робить компанію Bechstein найбільшим німецьким виробником піаніно високого класу. На той час близько трьох чвертей продукції надходило на міжнародні ринки, особливо у Велику Британію та Співдружність, та Росію.
Карл Бехштайн помер у 1900 році, і компанія Бехштайн продовжувала працювати під керівництвом його синів.

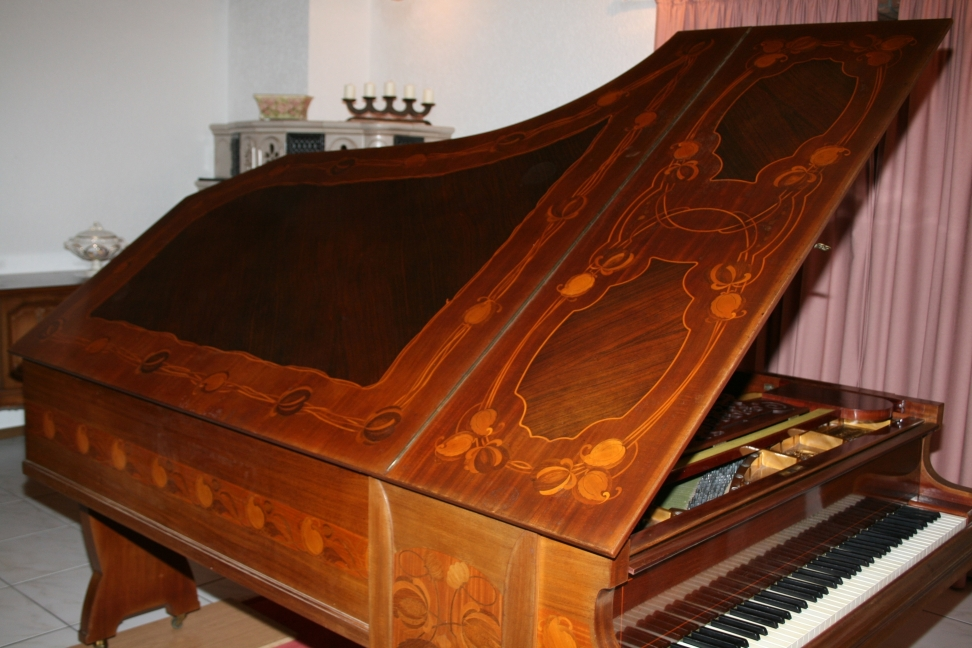
Рояль Бехштейн у стилі модерн, 1902 рік

У період з 1900 по 1914 рік C. Bechstein був одним із провідних виробників фортепіано у світі, до 1913 року в компанії працювали 1200 майстрів і робітників, які виготовляли 5 тисяч інструментів на рік.

### Перша світова війна
Під час Першої світової війни C. Bechstein зазнав величезних майнових втрат у Лондоні, Парижі та Санкт-Петербурзі. Найбільші втрати були в Лондоні. Незважаючи на те, що спочатку позиція компанії у Великій Британії не зазнала змін, компанія все ще значилась як держава Королівської ордера в січні 1915 р. Ордери як на короля Георга V, так і на його дружину королеву Мері були скасовані 13 квітня 1915 р. Бехштейн був не єдиним музичним концерном, на який вплинули зростаючі антинімецькі настрої: видавництво Chappell&ampCo. взагалі бойкотувало німецьку музику, а сер Едгар Шпаєр був змушений покинути країну. Після прийняття Закону 1916 про торгівлю з поправками до ворогів британське відділення компанії було ліквідовано 5 червня 1916 р. Все майно Бехштейна, включаючи концертний зал та виставкові зали, заповнені піаніно, було вилучено як «майно ворога» і закрито. У 1916 році зал був проданий як чуже майно на аукціоні компанії Debenhams за 56 500 фунтів стерлінгів. Він був перейменований у Вігмор-Холл, а потім знову відкритий під новою назвою в 1917 році. Усі 137 роялів Бехштейна у виставкових залах також були конфісковані і стали власністю нового власника залу. Після суперечки з братом Едвін Бехштейн залишив компанію, отримавши грошову компенсацію.

### Між війнами

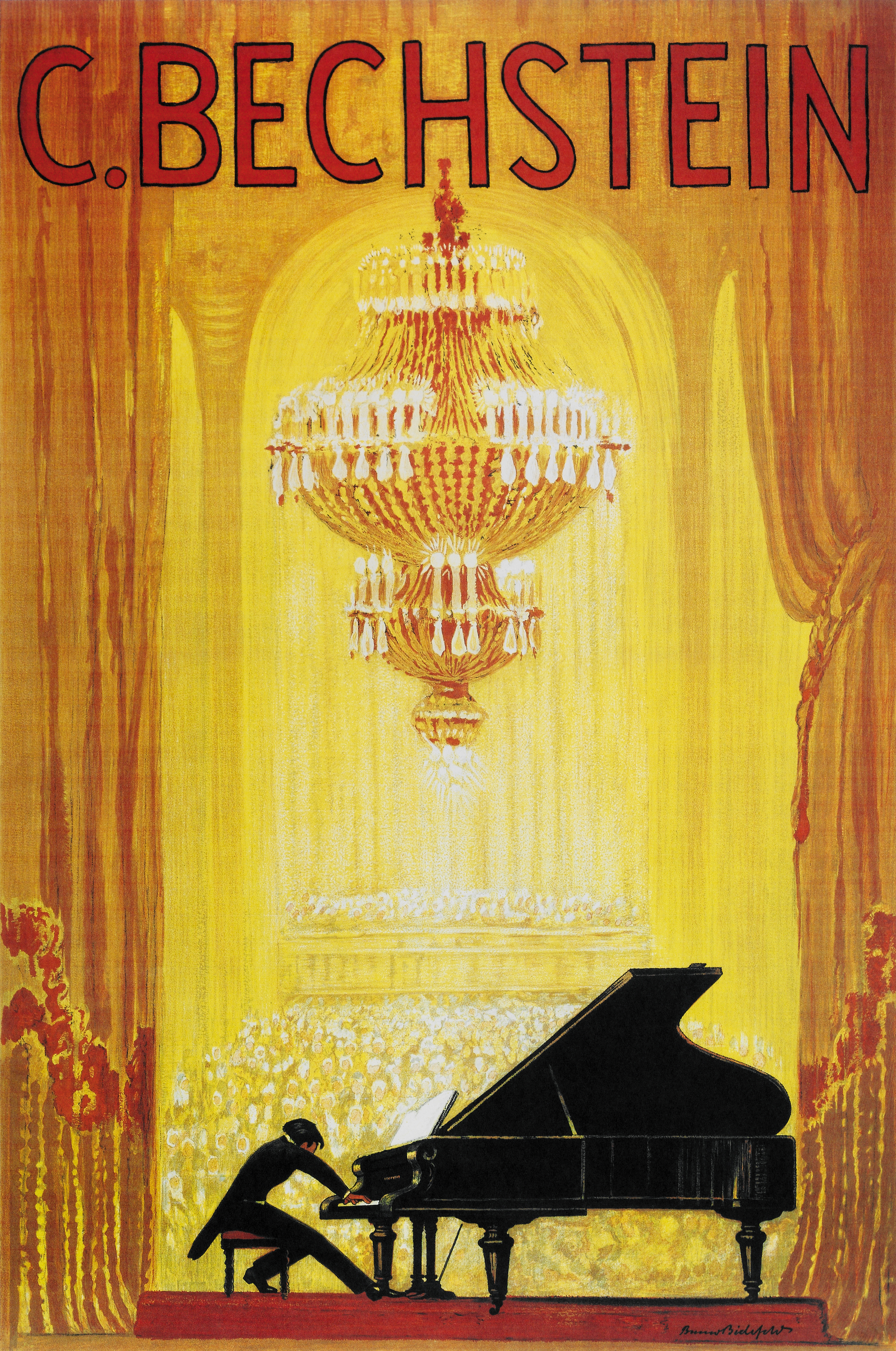
Рекламний плакат К. Бехштейна 1920 року

Зрештою фабрика Бехштейна відновила повномасштабне виробництво протягом 1920-х років. На той час технічні інновації та винаходи нових матеріалів та інструментів, а також вдосконалення дизайну та конструкції фортепіано дозволили Бехштейну знову стати одним з провідних фортепіанних виробників.
Найбільш вдалими моделями стали оновлені роялі «А» -185 та «Б» -208. Більш популярними після війни стали піаніно і К. Бехштайн досяг успіху завдяки інструментам моделей Model-8 і Model-9, які вважаються найкращими моделями піаніно.
Компанія стала акціонерним товариством в 1923 році, що дозволило Едвіну Бехштейну та його дружині Хелен викупити частину компанії як акціонери.
У Лондоні було побудовано та продано невелику кількість бюджетних дитячих роялів розміром 4'8". Вони позначені як «Бехштейн Лондон» на кадрі і К. Бехштейн на осінній дошці.
У 1930 році компанія співпрацювала з німецькою виробником електротехніки Siemens для виробництва одного з перших електропіано, в «Neo-Bechstein» або «Siemens-Бехштейна» електричного рояля, що використовував електромагнітні звукознімачі.
Едвін Бехштейн та його дружина Гелена Бехштейн, яка була затятим шанувальником Адольфа Гітлера, і дарували Гітлеру багато подарунків, включаючи його перший розкішний автомобіль — червоний «Мерседес» вартістю 26000 марок та познайомили Гітлерра з культурною елітою Німеччини в Берліні та Мюнхені.
Після смерті Едвіна Бехштейна в 1934 році в Берхтесгадені, де він мав віллу під назвою «Бехштайн», що знаходилася на невеликій відстані від Оберзальцберга, його тіло було перенесено до Берліна. В поховальній церемонії брали участь Адольф Гітлер та інши політики НСДАП.

### Друга світова війна
У 1945 р. Бомбардування союзників знищили фортепіанну фабрику «Бехштайн» у Берліні, а також великі запаси цінної деревини. Війна також коштувала компанії багатьох досвідчених майстрів. Протягом декількох років після війни Бехштайн не міг відновити повномасштабне виробництво фортепіано і виготовляв лише кілька фортепіано на рік.

### Після Другої світової війни
У післявоєнному Берліні, розділеному між союзниками, «Бехштейн» потрапив в американський сектор. Після денацифікації компанії К. Бехштейна вона знову почала виробляти фортепіано у 1948 р. Окупаційна влада США конфіскувала компанію: лише в 1951 році конфіскація була скасована. Акції, що належали Хелені Бехштейн, після її смерті успадковували діти, Лізелотта і Едвін Отто Бехштейни, деякий час залишалися під американським контролем. У 1963 році частини компанії перейшли до американської компанії Baldwin Company в Цинциннаті (США). В середині 70-х років і Едвін Отто Бехштейн продав свою частку (понад 25 відсотків) теж компанії Baldwin.. До возз'єднання Німеччини компанія виготовляла менше фортепіано, хоча якість виготовлення залишалася високою.
У 1953 році Берлінська філармонія під керівництвом Вільгельма Фуртвенглера та Вільгельма Бакгауза відзначала сторіччя Бехштейна. Багато артистів, таких як Леонард Бернстайн, Хорхе Боле та Вільгельм Кемпф, віддавали перевагу фортепіано Бехштейна. Державне міністерство культури Радянського Союзу уклало контракт на постачання основних державних філармонічних оркестрів та концертних залів СРСР трьома марками фортепіано — Steinway & Sons, Blüthner та Bechstein. Блютнер і Бехштейн також були виготовлені для класів фортепіано в Ленінградській консерваторії та Московській консерваторіях, тоді як більшість інших музичних шкіл СРСР обмежувались головним чином фортепіано радянського виробництва. Концертні піаністи, такі як Діну Ліпатті, Олександр Черкаський, Тетяна Ніколаєва, Володимир Софроніцький та Святослав Ріхтер, серед інших, часто вибирали фортепіано Бехштейна для своїх студійних записів.

### Після падіння Берлінської стіни
У 1986 році Карл Шульце, німецький підприємець і майстер виготовлення фортепіано, викупив Бехштейн і продовжив спадщину витонченого виготовлення фортепіано. Після возз'єднання Німеччини та ліквідації Берлінської стіни земля, яка раніше належала фабриці Бехштейн, була використана для нового будівництва в столиці. У 1992 р. Бехштейн відкрив у Саксонії нову фабрику інструментів C. Bechstein та Циммермана. Виробництво інструментів Циммермана в Зайфеннерсдорфі припинилося наприкінці 2011 року.

## Поточні моделі роялів

### Концертні роялі
| Модель            | Довжина        | Вага   |
| ----------------- | -------------- | ------ |
| D 282             | 282 см (9'3")  | 521 кг |
| C 234             | 234 см (7'8")  | 437 кг |
| Б 212             | 212 см (6'11") | 399 кг |
| A 192 (M / P 192) | 192 см (6'4")  | 350 кг |
| Л 167             | 167 см (5'6")  | 317 кг |

### Навчальні роялі
| Модель        | Довжина       | Вага   |
| ------------- | ------------- | ------ |
| A 228 (B 228) | 228 см (7'6") | 417 кг |
| A 208 (B 208) | 208 см (6'9") | 375 кг |
| A 190 (B 190) | 190 см (6'3") | 348 кг |
| A 175         | 175 см (5'9") | 334 кг |
| A 160 (B 160) | 160 см (5'3") | 308 кг |

## Піаніно

### Концертні піаніно
| Model           | Height         | Weight |
| --------------- | -------------- | ------ |
| Concert 8       | 131 см (51,6») | 255 кг |
| Elegance 124    | 124 см (48,8") | 260 кг |
| Classic 124     | 124 см (48,8") | 261 кг |
| Contur 118      | 118 см (46,5") | 246 кг |
| Classic 118     | 118 см (46,5") | 244 кг |
| Millenium 116 K | 116 см (45,7") | 233 кг |

### Навчальні піаніно
| Модель                  | Висота         | Вага   |
| ----------------------- | -------------- | ------ |
| A 124 (B124) Style      | 124 см (48,8") | 251 кг |
| A 124 (B 124) Imposant  | 124 см (48,8") | 251 кг |
| A 114 Compact           | 114 см (44,8") | 235 кг |
| A 114 Modern Chrome Art | 114 см (44,8") | 231 кг |
| A 114 Modern            | 114 см (44,8") | 231 кг |

## Зняті з виробництва моделі

### Роялі до 1902 року
| Модель | Довжина       |
| ------ | ------------- |
| І      | 275 см (9')   |
| II     | 254 см (8'4") |
| III    | 234 см (7'8") |
| IV     | 218 см (7'2") |
| V      | 200 см (6'7") |
| VI     | 200 см (6'7") |

### Роялі після 1902 року
| Модель | Довжина        |
| ------ | -------------- |
| Е      | 275 см (9')    |
| D      | 250 см (8'2")  |
| C.     | 225 см (7'4")  |
| B      | 203 см (6'8")  |
| A      | 182 см (5'11") |

### Роялі, представлені в 1920-х
| Модель | Довжина        |
| ------ | -------------- |
| М      | 178 см (5'10") |
| L      | 168 см (5'6")  |
| К      | 155 см (5'1")  |
| S      | 140 см (4'7")  |

### Піаніно до 1902 року
| Модель | Висота |
| ------ | ------ |
| Я      | 145 см |
| II     | 138 см |
| III    | 127 см |
| IV     | 122 см |
| V      | 127 см |

### Піаніно після 1902 року
| Модель                | Висота |
| --------------------- | ------ |
| 6                     | 145 см |
| 7                     | 138 см |
| 8                     | 127 см |
| 9                     | 122 см |
| 10 (прямий нанизаний) | 127 см |

## Виконавці
Студенти та послідовники Ганса фон Бюлова та Франца Ліста також виявили відданість фортепіано Бехштейна.
Олександр Скрябін володів концертним концертом «Бехштейн» у своєму будинку в Москві, який зараз є національним музеєм, і на фортепіано Скрябіна все ще грають на концертах. Тетяна Ніколаєва записала на Бехшейні твори Й. С. Баха. На Бехштейна також вчився Святослав Ріхтер.
Клод Дебюссі сказав: «Фортепіанну музику слід писати лише для бехштейнів».

## Нагороди
- У 1862 р. К. Бехштайн був нагороджений золотими медалями на Лондонській міжнародній виставці.[23]
- У 2007 році К. Бехштейн отримав золоту нагороду iF за модель фортепіано «Millennium» К. Бехштейна.[24]